# COMSOL Multiphysics
COMSOL Multiphysics, vormals FEMLAB, ist eine Software zur Simulation physikalischer Vorgänge, die mittels Differentialgleichungen beschrieben werden können.
Vertrieben wird das Programm heute durch direkte Niederlassungen (zum Beispiel COMSOL Multiphysics GmbH) und durch ein weltweites Netz von Distributoren (z. B. Humusoft (Prag), Addlink (Madrid), Pitotech (Taipeh)…).
Im November 2005 fand die erste FEMLAB-Konferenz (heute: COMSOL-Konferenz) statt, die sich zum Ziel gesetzt hat, Interessenten aus Forschung, Lehre und Entwicklung eine gemeinsame Plattform zu bieten.

## COMSOL Multiphysics
Das Programm basiert auf der sogenannten Finite-Elemente-Methode (FEM) und wird in Forschung, Lehre und Entwicklung eingesetzt. Neben einfachen FEM-Berechnungen ist eine Kopplung von verschiedenen physikalischen Problemen (Multiphysik) auf einfache Art und Weise möglich. Dabei ist ein iteratives Hin- und Herschalten zwischen verschiedenen Anwendungen nicht nötig, gekoppelte Gleichungssysteme können simultan gelöst werden.
Die Simulationssoftware ist modular aufgebaut. Neben dem Basispaket „COMSOL Multiphysics“ werden folgende optionale Pakete angeboten:
Bereich Elektromagnetik
- AC/DC Module
- RF Module
- Wave Optics Module
- Ray Optics Module
- Plasma Module
- Semiconductor Module

Bereich Mechanik und Akustik
- Structural Mechanics Module
  - Nonlinear Structural Materials Module
  - Composite Materials Module
  - Geomechanics Module
  - Fatigue Module
  - Multibody Dynamics Module
  - Rotordynamics Module
- MEMS Module
- Acoustics Module

Strömungsmechanik und Wärmetransport
- CFD Module
  - Mixer Module
- Subsurface Flow Module
- Pipe Flow Module
- Microfluidics Module
- Molecular Flow Module
- Heat Transfer Module

Bereich Chemie und Verfahrenstechnik
- Chemical Reaction Engineering Module
- Batteries & Fuel Cells Module
- Electrodeposition Module
- Corrosion Module
- Electrochemistry Module

Multifunktional
- Optimization Module
- Material Library
- Particle Tracing Module

Programmschnittstellen
- CAD Import Module
- ECAD Import Module
- Design Module
- LiveLink for MATLAB
- LiveLink for Excel
- LiveLink for SolidWorks
- LiveLink for Revit
- LiveLink for Inventor
- LiveLink for AutoCAD
- LiveLink for Creo Parametric
- LiveLink for Pro/ENGINEER
- LiveLink for Solid Edge
- File Import for CATIA V5

Die vorherigen Versionen von COMSOL Multiphysics wurden FEMLAB (FEM-laboratory) genannt. FEMLAB entstand aus einer Toolbox für Matlab, der Partial Differential Equation (PDE) Toolbox. Die Eingabe eigener partieller Differentialgleichungen ist Bestandteil des Basispakets.

## Schnittstellen
COMSOL Multiphysics bietet eine bidirektionale Schnittstelle zu MATLAB und Simulink, welche eine Skriptsteuerung von COMSOL Multiphysics über die MATLAB-Skriptsprache ermöglicht (Erweiterung um ca. 650 neue Funktionen).
Weitere Schnittstellen:
- Materialdatenimport über MATWEB
- Simpleware
- ECAD-Import (ODB++) über das AC/DC, MEMS und RF Module
- CAPE-OPEN über das Reaction Engineering Lab
- CHEMKIN über das Reaction Engineering Lab
- SPICE über das AC/DC, MEMS und RF Module